# Ferrières-Poussarou
 Ferrières-Poussarou  es una población y comuna francesa, situada en la región de Languedoc-Rosellón, departamento de Hérault, en el distrito de Béziers y cantón de Olargues.

## Demografía
| 48 | 40 | 38 | 35 | 40 | 49 |
| Para los censos de 1962 a 1999 la población legal corresponde a la población sin duplicidades (Fuente: INSEE [Consultar]) |    |    |    |    |    |